# Port lotniczy Brest-Bretagne
Port lotniczy Brest-Bretagne, Aéroport de Brest-Bretagne (IATA: BES, ICAO: LFRB) – port lotniczy położony 10 km od Brestu, w miejscowości Guipavas, w Bretanii, we Francji.

## Statystyki
Zobacz zapytanie i odniesienia źródłowe Wikidata o wartości.

## Linie lotnicze i połączenia
| Linia lotnicza   | Kierunek |
| ---------------- | --- |
| Aegean Airlines  | Sezonowo: 1. Heraklion |
| Aer Lingus       | Sezonowo: 1. Dublin |
| Air France       | 1. Lyon 2. Paryż-Charles de Gaulle Sezonowo: 1. Biarritz |
| Chalair Aviation | 1. Bordeaux Sezonowo: 1. Kerry 2. Pau |
| EasyJet          | 1. Lyon Sezonowo: 1. Nicea |
| Finist'air       | 1. Bordeaux 2. Ouessant Sezonowo: 1. Belle-Île 2. Jersey 3. Vannes |
| Transavia        | 1. Marrakesz 2. Marsylia 3. Porto 4. Tulon |
| Volotea          | 1. Malaga 2. Marsylia 3. Montpellier 4. Nicea 5. Rzym-Fiumicino Sezonowo: 1. Ajaccio-Napoléon Bonaparte 2. Ateny 3. Barcelona 4. Bastia 5. Faro 6. Figari 7. Menorka 8. Olbia 9. Palermo 10. Palma de Mallorca |